# Патрульная служба полиции особого назначения Украины
Патрульная служба полиции особого назначения Украины (укр. Патрульна служба поліції особливого призначення України) — служба в составе департамента патрульной полиции Украины в составе Национальной полиции Украины, который был создан в составе министерства внутренних дел Украины в 2014 году в качестве структуры спецподразделений по охране общественного порядка. 7 ноября 2015 года структура вошла в Национальную полицию Украины. Служба объединяет в себе бывшие батальоны и полки МВД, созданные в начале вооружённого конфликта на востоке Украины.

## История
В феврале 2014 года были расформированы отряды «Беркут» милиции Украины.
В апреле 2014 года и. о. министра внутренних дел Украины А. Б. Аваков сообщил о том, что принято решение о создании корпуса спецподразделений по охране общественного порядка (батальонов патрульной службы милиции особого назначения) для защиты от преступных посягательств и охраны общественного порядка.
По состоянию на 17 июня 2014 года МВД Украины было сформировано и находилось в стадии формирования 30 спецподразделений по охране общественного порядка запланированная штатная численность которых должна была составлять 5660 человек (фактически насчитывалось около 3000 человек, но комплектование продолжалось).
В период до начала сентября 2014 года были подписаны документы на создание 33 спецподразделений (батальонов и рот) патрульной службы милиции особого назначения, фактическая численность которых варьируется в широких пределах — от 30 до 400 человек. Личный состав батальонов ПСМОН вооружён только стрелковым оружием, хотя некоторое количество тяжёлого оружия и бронетехники было получено в инициативном порядке.
2 сентября 2014 года министерство обороны Украины передало для вооружения батальонов МВД тяжёлое вооружение, в том числе 12,7-мм пулемёты ДШК.
В дальнейшем, 5 сентября 2014 года батальон «Полтава» и рота «Мирный» были переформированы в батальон «Полтавщина».
18 сентября 2014 года батальон «Азов» был преобразован в полк «Азов», 23 сентября 2014 батальон «Днепр-1» был развёрнут в полк «Днепр-1».
17 октября 2014 был расформирован батальон «Шахтерск».
7 ноября 2015 года, на Украине вступил в силу закон «О Национальной полиции» и Положение о Национальной полиции, утвержденное постановлением Кабинета министров Украины от 28 октября 2015 года, в результате чего спецподразделения по охране общественного порядка вошли в состав Национальной полиции Украины, в качестве Специальной полиции Украины.

## Организационная структура
Формирование подразделений производится по территориальному принципу, первоначально батальоны находились в подчинении областных ГУВД МВД Украины.
29 июня 2014 в составе МВД Украины был создан Департамент управления и обеспечения подразделений милиции особого назначения.
Спецбатальоны МВД Украины вооружены в основном стрелковым оружием (хотя в отдельных батальонах зафиксировано наличие крупнокалиберных пулемётов и миномётов) и имеют небольшое количество лёгкой бронетехники. Однако навыками ведения общевойскового боя в поле и в условиях городской застройки личный состав батальонов практически не обладает.

## Перечень спецподразделений по охране общественного порядка МВД Украины
| Шеврон | Название     | Численность | Дислокация               | История формирования |
| ------ | ------------ | ----------- | ------------------------ | --- |
|        | «Киев»       | полк        | Киев                     | Сформирован из: - Батальона «Киев-1» — создан в апреле 2014 года из добровольцев. - Батальона «Киев-2» — создан в апреле 2014 года. - Батальона «Золотые ворота» — создан в 2 мая 2014 года.                                      |
|        | «Днепр-1»    | полк        | Днепропетровская область | Изначально батальон, в сентябре 2014 года развёрнут в полк. Создан 13 апреля 2014 года на основе Полка национальной защиты Днепропетровской области, сформированного в феврале того-же года из четырёх сотен Самообороны Майдана. |
|        | «Миротворец» | полк        | Киевская область         | Сформирован в апреле 2015 года из: - Батальона «Миротворец» — создан 9 мая 2014 года из бывших миротворцев, ветеранов и пенсионеров МВД Украины; - Батальона «Киевщина» - Батальона «Гарпун» - Части роты «Торнадо»               |

| Области           | Подразделения |
| ----------------- | --- |
| Винницкая         | батальон «Винница» |
| Волынская         | рота «Свитязь» |
| Днепропетровская  | батальон «Сичеслав» батальон «Шахтерск» (расформирован 17 октября 2014, часть личного состава передана на формирование батальонов «Торнадо» и «Святая Мария») батальон «Кривбасс» |
| Донецкая          | батальон «Донецк-1» батальон «Донецк-2» |
| Житомирская       | |
| Закарпатская      | |
| Запорожская       | батальон «Скиф» батальон «Торнадо» (сформирован в октябре 2014 года из части бывших бойцов батальона «Шахтёрск») рота «Берда»                                                     |
| Ивано-Франковская | батальон «Ивано-Франковск» |
| город Киев        | батальон «Сечь» |
| Киевская          | батальон «Киевщина» батальон «Святая Мария» (сформирован 24 сентября 2014 года из бывших бойцов батальона «Шахтёрск» и полка «Азов», состоявших в «Сотне Иисуса Христа»)          |
| Кировоградская    | батальон «Кировоград» |
| Луганская         | батальон «Луганск-1» |
| Львовская         | батальон «Львов» |
| Николаевская      | батальон «Николаев» |
| Одесская          | батальон «Шторм» |
| Полтавская        | батальон «Полтавщина» (сформирован 5 сентября 2014 года из батальона «Полтава», в состав которого ранее был включён батальон «Каскад», и рот «Кременчуг» и «Мирный»)              |
| Ровенская         | |
| Сумская           | батальон «Сумы» |
| Тернопольская     | батальон «Тернополь» |
| Харьковская       | батальон «Харьков-1» батальон «Слобожанщина» рота «Харьков-2» рота «Восточный корпус»                                                                                             |
| Херсонская        | батальон «Херсон» |
| Хмельницкая       | рота «Богдан» |
| Черкасская        | |
| Черновицкая       | |
| Черниговская      | батальон «Чернигов» |

12 декабря 2014 было объявлено о создании единого батальона милиции общественной безопасности особого назначения Донецкой области, в состав которого должны войти бойцы нескольких батальонов спецназначения МВД («Полтавщина», «Сич», «Артемовск» и др.).

### Упразднённые и не окончившие формирование
| Шеврон | Название    | Численность | Дислокация               | История формирования |
| ------ | ----------- | ----------- | ------------------------ | --- |
|        | «Азов»      | полк        | Киевская область         | Изначально батальон, 17 сентября 2014 года развёрнут в полк. Создан 4 мая 2014 года из представителей «Автомайдана» и организации «Патриот Украины», действовавшей на базе Социал-национальной ассамблеи. В дальнейшем к подразделению также присоединились представители «Сотни Иисуса Христа», сформированной из членов партии «Братство», 1-й Киевской сотни ОУН им. Евгения Коновальца Самообороны Майдана, Казацкого стрелкового братства, ультрас футбольных клубов «Динамо» (Киев) и «Шахтёр» (Донецк). В октябре 2014 года переведён в состав Национальной гвардии Украины. |
|        | «Артемовск» | батальон    | Днепропетровская область | Создан 1 мая 2014 года исключительно из жителей Донецкой области. 5 октября 2015 года расформирован, лучшие бойцы подразделения и роты «Туман» составили основу Оперативного батальона ГУМВД Украины в Донецкой области. |
|        | «Темур»     | батальон    | Луганская область        | Формирование начато 18 апреля 2014 года, но после похищения командира 28 апреля 2014 года было остановлено и не возобновлялось. |

## Деятельность
Личный состав ряда спецподразделений ПСМОН с весны 2014 года принимает участие боевых действиях на востоке Украины.
19 сентября 2014 министр внутренних дел Украины А. Б. Аваков сообщил, что с начала боевых действий уже погибло свыше 70 сотрудников спецподразделений ПСМОН, свыше 300 (в том числе несколько командиров батальонов) были ранены и 38 пропали без вести.